# Castinçal

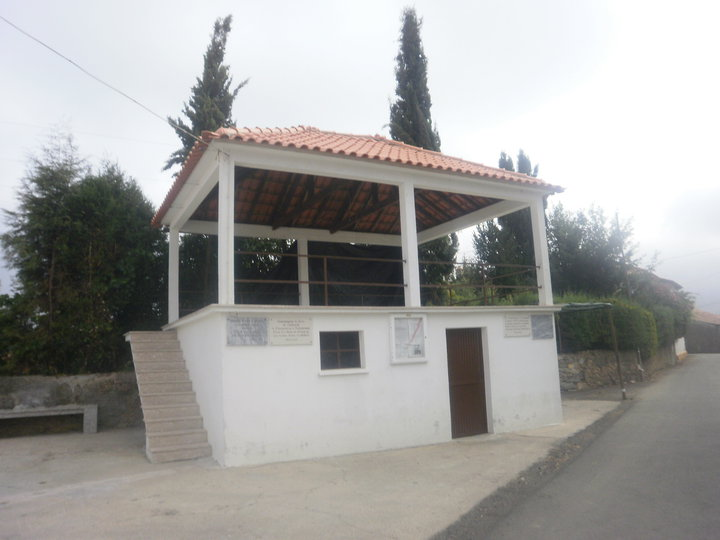
Coreto de Castinçal

Castinçal é uma povoação portuguesa da união das freguesias de São Pedro de Alva e São Paio do Mondego, município de Penacova, Distrito de Coimbra, com 2 km² de área e 77 habitantes (2021). Integra a região Centro e a província histórica da Beira Litoral.

## Etimologia
O nome Castinçal provém das suas características florestas, que no passado, eram abundantemente vegetadas por castinceiras (variedade de castanheiros). Hoje na floresta é predominante o eucalipto, e em menor escala, o pinheiro-bravo.

## História
Pelas Inquirições de 1258, sabe-se que a aldeia era parte do julgado de Óvoa, único concelho da região com juiz de nomeação régia. A 6 de Agosto de 1273, D. Afonso III concede por carta de aforamento as terras em volta de Castinçal às famílias Dominici e Petri, no intuito de as trabalharem e de obterem frutos, ficando estas obrigadas aos devidos tributos régios sobre o produzido.
A povoação foi local de passagem entre os dias 22 e 24 de setembro de 1810, antes da célebre Batalha do Buçaco, das forças francesas comandados por André Massena durante a Terceira Invasão Francesa, parte da Guerra Peninsular. Voltariam depois entre 16 e 18 de março de 1811, na retirada para França. Temendo a invasão, a maioria dos habitantes refugiou-se nos montes e nos matos, sendo que a aldeia estaria praticamente deserta à passagem dos militares. Segundo os registos elaborados pelo pároco de São Pedro de Farinha Podre à época, a sua capela foi alvo de assalto, algumas casas foram saqueadas e posteriormente incendiadas. No centro da povoação houve habitações totalmente destruídas.  Roubaram vinho, legumes, azeite e grão, além de roupa e trastes que alimentavam os seus archotes e as suas fogueiras. As searas, hortas e vinhas foram dizimadas. Quando já iam de regresso a terras gaulesas levaram também rebanhos de gado, deixando apenas as reses velhas que favoreceram o aparecimento da confeção da chanfana. Nesta localidade não se contabilizaram quaisquer mortes civis.
Em 1864, existiam no lugar, 34 fogos (habitações).

## Património
- Capela de Santo Antão;
- Fonte e Lavadouros Públicos;
- Fontanheira;
- Coreto;
- Terreiro da capela;
- Albufeira da Barragem da Aguieira (Rio Mondego);
- Associação de Moradores do Castinçal e Zarroeira

## Povoações limítrofes
- Zarroeira, Sobral e Parada (em conjunto com Vale do Barco são comummente chamadas de Povos da Costa)

## Festas e romarias
- Festas em Honra de Santo Antão, realizadas na última semana de julho. Os festejos iniciam-se com música ambiente nos altifalantes espalhados aldeia fora e a tradicional arruada pelos gaiteiros no sábado. A alvorada de domingo é marcada pela centenária Sociedade Filarmónica Lealdade Pinheirense que percorre as ruas da povoação. O ponto alto dos festejos é a celebração da Eucaristia Solene seguida da tradicional procissão pelas ruas engalanadas e do leilão das Fogaças. Durante a tarde, a filarmónica de Pinheiro de Ázere dá um habitual concerto. A banda participa nesta festa ininterruptamente desde 1903, altura em que foi fundada por António de Oliveira e Costa, um professor oriundo do Castinçal, sendo desde aí tradição distribuir os elementos da banda pelas casas da povoação para almoçar. Há um caso incrível de um músico que almoçou mais de 60 anos consecutivos na mesma casa. Segundo a tradição, a sexta-feira era o dia de em cada casa se matar a rês (ovelha), para no sábado se confeccionar a chanfana em forno a lenha e caçoilos pretos, já em ambiente festivo. A refeição de domingo era dividida em duas partes: antes e depois da Missa que se realizava ao meio-dia. De manhã comia-se apenas o arroz de fressura, mas logo que terminadas as cerimónias religiosas e o leilão das Fogaças regressava-se a casa para desfrutar das mais diversas iguarias, entre as quais o prato de honra, a Chanfana. A segunda-feira é dia de celebrar a missa por alma de todos os que um dia pertenceram a esta povoação. Após a celebração, há o costume singular de ficar pelo terreiro em clima de verdadeira fraternidade regada com vinho moscatel. A tarde é marcada pelo leilão das ofertas e pela realização de jogos tradicionais. Na terça-feira terminam-se os jogos, leiloa-se o que resta, e finalizam-se as festividades com a clássica sardinhada regada com vinho da região e o sorteio das rifas. A animação musical é garantida durante os quatro dias de festa pelos concertos de conjuntos musicais, onde se canta e dança pela noite dentro. Antigamente, a festa realizava-se na segunda-feira de Páscoa, data alterada para coincidir com o bom tempo e o regresso dos emigrantes à terra natal, e era cumprida a bênção dos animais, principalmente dos rebanhos de gado ovino, bovino e caprino que predominavam na região, particularmente nesta localidade, para os proteger de todos os males pelo santo a quem se atribui o cognome de "advogado de todos os animais". As promessas eram pagas com figuras de cera, enchidos e com voltas à capela pelos animais. A filarmónica fazia o trajeto entre Pinheiro de Ázere e o Castinçal a pé com os instrumentos musicais, e de barco para atravessar o rio Mondego. Como as águas estavam baixas, muitos atreviam-se a cruzar o rio também a pé, encharcando as suas fardas.
- Dia de Santo Antão (17 de janeiro).

## Costumes e tradições
- Na noite de 30 de abril para 1 de maio é costume ornamentar as portas das casas com ramalhetes de giestas amarelas, conhecidas por maias. A tradição afirma que é uma forma de proteger o lar da fome e lembrarem o tempo da fuga de Jesus para o Egipto. Está associado à celebração da chegada da Primavera e ao começo do novo ano agrícola;
- Ao nascer do dia 3 de maio (dia de Santa Cruz), é típico surgirem cruzes nos campos e fazendas da povoação, feitas de canas e paus e enfeitadas com flores e raminhos abençoados semanas antes, na cerimónia de Domingo de Ramos;
- A Quinta-Feira da Ascensão era comemorada como dia santo e festa de guarda que até o mais libertino devia respeitar. A devoção está bem patente no adágio popular: “Se os passarinhos soubessem que era dia da Ascensão, não punham a patinha no ninho nem o biquinho no chão.” Representava para os trabalhadores rurais a passagem para o horário de Verão, sendo uma festa comunitária em que as gentes traziam a sua merenda para as leiras e pinhais para repartir com todos. Era comum que as raparigas em bandos acorressem às searas na manhã da Ascensão para colherem a Espiga, entrelaçada com flores campestres e raminhos de oliveira. No regresso colocavam-na junto à entrada da casa e só era substituída pela do ano seguinte. O dia era ansiado pelos camponeses que a partir daqui e até ao Dia da Natividade (8 de setembro) gozavam de algumas horas de sesta para fugir ao pico do calor. Era também chamado o dia da hora, porque havia uma hora, o meio-dia, em que tudo parava: "as águas dos ribeiros não correm, o leite não coalha, o pão não leveda e as folhas se cruzam";
- As fogueiras  dos Santos Populares ateadas por rosmaninho e alecrim eram saltadas pelos gaiatos como uma forma de regenerar e purificar os corpos e de afastar maus olhados. Crê-se ainda que os primeiros raios de sol na manhã do dia de São João tornam as águas das fontes e dos ribeiros mágicas, e com poderes invisíveis, curadoras de maleitas indesejadas e protetoras da pele;
- Cantar das Janeiras e dos Reis e os tradicionais madeiros de Natal e Ano Novo;
- Pedido do bolinho dos Santos - Pão-por-Deus;
- Desfolhada;
- Além da Quinta-feira da Ascensão, é ainda comum celebrar-se um "dia das merendas" no Domingo de Bom Pastor, o quarto do Tempo Pascal;
- Visita Pascal, na tarde de Domingo de Páscoa. Por altura da Páscoa é costume fazer uma limpeza profunda à casa para receber Cristo Ressuscitado, além de um tapete de rosmaninho e alecrim na entrada. Subsiste a prática reformada por Pio XII em 1951, de logo pelas 10 horas de Sábado Santo, se escutar o repicar dos sinos e se cantar "Aleluia, Aleluia, Jesus Cristo Ressuscitou".
- Pela calada da noite de Carnaval, os grupos de rapazes mais atrevidos, quando a maioria das pessoas já descansa, desdobram-se em partidas: cortam a água, tocam nas campainhas, entram nos pátios/lugares esconsos e escondem velharias, reboques de trator ou carroças, transportando-nas por vezes para a via pública de modo a impedir a circulação; trancam portas, batem nos portões com recurso a pedras e cordas de forma a não serem apanhados ou também através de badalos e mudam do sítio e escondem os caixotes do lixo. O dia de Carnaval é para os proprietários altura de recuperar os seus haveres espalhados pela povoação. Neste dia é também costume "correr o Entrudo", disfarçando-se conforme a imaginação, onde tudo é permitido, correndo as povoações com cantigas jocosas e atormentando quem passa. Há algumas décadas, realizava-se a Queima do gato onde era metido um gato vivo dentro de um cântaro que depois era içado no topo de um mastro, forrado com palha, onde o cântaro ficava preso por cordas. O animal ficava preso no interior do cântaro até ser ateado o fogo à palha indo pelo pau acima. Quando as chamas consumiam as cordas, o cântaro caia e quebrava-se libertando assim o gato. Por tradição e dever religioso, qualquer festejo não persiste após as 00:00 de Quarta-feira de Cinzas.

## Toponímia
- Rua do Morro|Moichôrro (Lomba)
- Rua Encosta da Outeiro|Lomba (Vale das Pedras)
- Rua Principal (Fundo do Povo)
- Terreiro da Capela
- Rua das Eiras
- Beco do Canto
- Rua Praia dos Nabos
- Rua Fernando Martins (Cabeço)
- Rua do Pântano#Lameiro|Lameiro
- Rua do Cruzeiro
- Rua dos Pinheirais (Vale das Barrocas)